# Daytona USA
Daytona USA (デイトナ USA, Deitona USA) é um jogo de corrida para arcades lançado pela Sega em 1994. Tomando por base a estrutura básica apresentada no jogo Virtua Racing de 1992, aproveitou-se de uma plataforma mais moderna para apresentar os gráficos com maior fluidez vistos até então. Sucesso de crítica, é considerado por muitos o jogo para arcades mais bem sucedido de todos os tempos.
O jogo deu um grande pulo no quesito multijogador, com a possibilidade de se interconectar até quatro gabinetes duplos, ou oito gabinetes deluxe, para criar uma competição entre oito jogadores. Os gabinetes Deluxe possuíam ainda uma câmera de vídeo direcionada para o banco do motorista que oferecia a opção de mostrar as expressões faciais do jogador em uma tela separada.
Outras características do jogo são a trilha sonora fenomenal - tradição nos jogos da Sega para arcades - e uma jogabilidade simples, que não priorizava o realismo e sim a diversão, com colisões fantasiosas e cheias de efeitos, tornando o seu aprendizado inicial fácil e de certo modo, viciante.
Daytona USA é o arcade de maior faturamento de todos os tempos; nenhum jogo antes ou depois dele chegou perto de vender tantas unidades (oficialmente) ou movimentar o faturamento dos donos de casas de fliperamas.

## Sega Saturn e PC
Daytona USA foi convertido para Sega Saturn para o lançamento ocidental do console em 1995 e para Microsoft Windows em 1996. Ambas apresentavam uma taxa de frames (frame rate) inferior a da versão arcade, e ainda reduzia a visibilidade do cenário para apenas as partes mais próximas do jogador. A imprensa e os fãs se desapontaram e expressaram claramente a preferência pela versão de Ridge Racer para PlayStation lançado na mesma época, apesar de muitos argumentarem que a jogabilidade de Daytona USA ainda era superior apesar da desvantagem técnica.
O jogo é compatível com o volante lançado para Sega Saturn (Arcade Racer), mas não é compatível com o gamepad 3D lançado com NiGHTS (3D Control Pad).
Em 1997, a equipe que converteu o jogo Sega Rally Championship para Saturn refez a versão de Daytona USA para Saturn com o código-fonte usado em Sega Rally. A nova versão, chamada Daytona USA: Championship Circuit Edition, melhorou a visibilidade do cenário, adicionou novos carros, duas novas pistas ("Desert City" e "National Park Speedway") e um modo para dois jogadores. A trilha sonora também foi refeita, com remixes das músicas originais, além de três novas faixas - "Funk Fair", "The Noisy Roars of Wilderness" e "Race to the Bass".
A versão CCE foi lançada depois para PC como Daytona USA Deluxe, mais tarde uma atualização para aceleração gráfica via Direct3D foi disponibilizada. Para Saturn, um novo relançamento adicionaria suporte ao sistema de jogo multi-jogador Sega NetLink via modem.
Além de compatível com o volante Arcade Racer, a versão CCE também funcionava com o gamepad 3D Control Pad e o Virtua Stick.
Em 2001, Daytona USA foi reformulado totalmente para o console Sega Dreamcast. Esta versão disponibiliza a trilha sonora da versão original para arcade, além dos  remixes da versão CCE. Mais três circuitos foram adicionados ("Rin Rin Rink", "Circuit Pixie" e "Mermaid Lake"). Além disso o jogo recebeu uma atualização gráfica completa, superando tecnicamente o original. Assim como a última versão para Saturn, também podia ser disputado online.

## Trilha sonora
Daytona USA teve sua trilha sonora composta pelo diretor musical da Sega, Takenobu Mitsuyoshi. O tema principal se chama "Let's Go Away", que é tocado na tela de abertura e durante a corrida no circuito Advanced. "Let's Go Away" pode não agradar a muitos ouvintes devido a constante repetição do refrão "Daytona, let's go away…", sendo assim, alvo de diversas críticas. As outras músicas presentes no game são: "The King of Speed", ritmo dance tocado na pista Beginner, "Sky High", tocada no circuito Expert e ainda o game conta com uma faixa bônus chamada "Pounding Pavement". A trilha sonora de cada pista pode ser facilmente escolhida por pressionar e segurar cada botão de visão durante a tela que antecede a largada, Gentlemen, Start Your Engines. O botão de visão 1, seleciona a música "The King of Speed", o botão 2, seleciona "Let's Go Away", o botão 3, "Sky High" e o botão 4, "Pounding Pavement".